# Мушик Сергій Сергійович
Сергій Сергійович Мушик  — солдат Збройних сил України, учасник російсько-української війни, що відзначився під час російського вторгнення в Україну. Герой України (2024).

## Життєпис
Народився 1992 року в Володимирці Рівненської області.
Під час російського вторгнення в Україну — солдат Збройних сил України.
Під час боїв поблизу с. Кліщіївка Бахмутського району Донецької області упродовж 59 діб безперервно перебував на вогневих позиціях. Попри чотири поранення та хімічне отруєння відмовився від евакуації й сам надав собі допомогу. Через загибель побратимів тривалий час був на позиції один, але продовжував стежити за ворогом, коригувати вогонь і завдавати втрат ворогу. Особисто відбив понад 10 російських штурмів.

## Нагороди
- Звання Герой України з врученням ордена «Золота Зірка» (11 грудня 2024) — за особисту мужність і героїзм, виявлені у захисті державного суверенітету та територіальної цілісності України, самовіддане служіння Українському народові[4]. Нагороду вручив президент України Володимир Зеленський 27 грудня 2024 року[3].